# Zygosporium oscheoides
Zygosporium oscheoides är en svampart som beskrevs av Mont. 1842. Zygosporium oscheoides ingår i släktet Zygosporium, divisionen sporsäcksvampar och riket svampar.   Inga underarter finns listade i Catalogue of Life.